# Versioni di Android

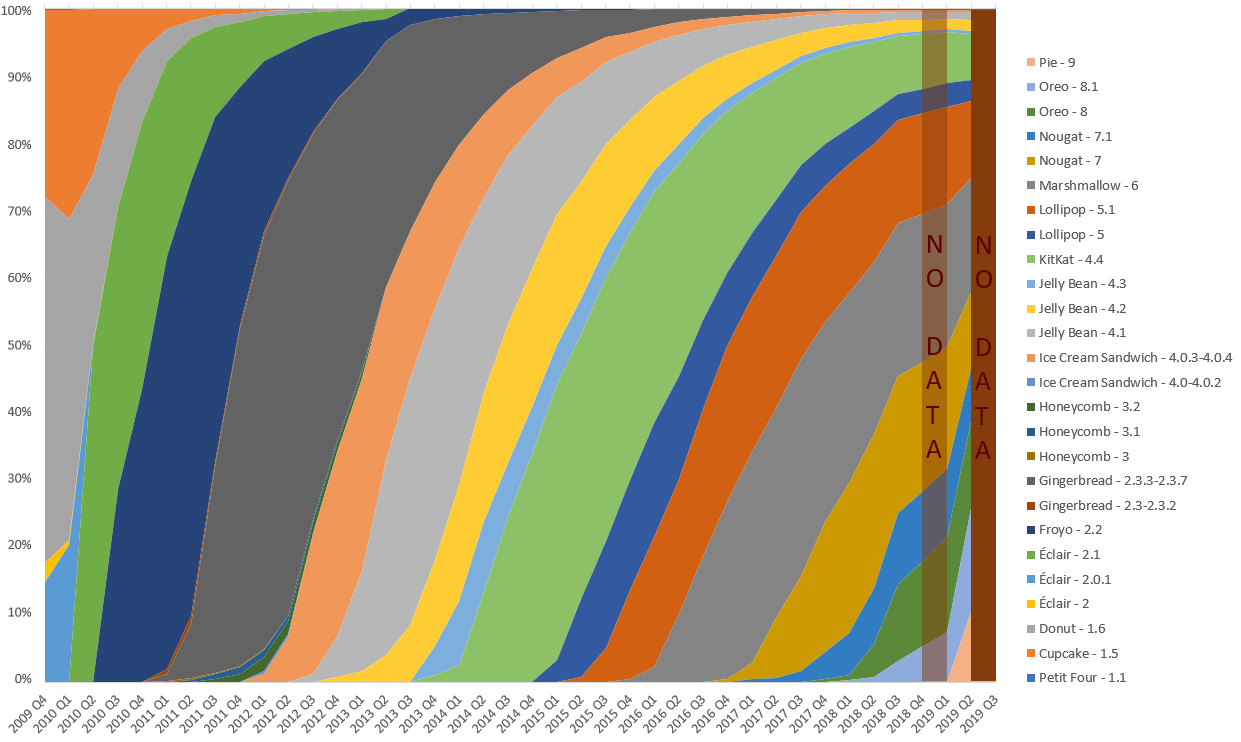
Distribuzione globale di Android secondo l'accesso su Google Play Store, classificato dal Q4 2009 al Q1 2019

La prima versione in assoluto del sistema operativo per dispositivi mobili Android fu rilasciata il 5 novembre 2007, anche se era ancora in fase beta. La prima versione commerciale (Android 1.0) venne rilasciata il 23 settembre 2008.
Android è sviluppato da Google e Open Handset Alliance, e ha visto una serie di aggiornamenti al suo sistema operativo di base dalla versione iniziale.

## Nomi in codice

Google Android

A volte ci si riferisce erroneamente alle prime versioni di Android coi nomi Alpha e Beta, Apple Pie e Banana Bread, o ancora Angel Cake e Battenberg.
In realtà, per le versioni preliminari di Android precedenti alla 1.0 venivano usate semplicemente delle sigle. Alcune di esse vennero soprannominate "Astro Boy" e "Bender", con l'intenzione di proseguire con nomi derivati da robot. La prima versione di Android (1.0) non aveva alcun nome, la versione 1.1 veniva chiamata internamente Petit Four. Dopo la versione 1.5, Cupcake, tutte le versioni fino alla 9.0 sono state chiamate con nomi di dolci in ordine alfabetico per poi riprendere con la versione 12 che si chiama Snow Cone.
Sul perché è stata scelta questa convenzione, il portavoce di Google Randall Sarafa ha risposto spiegando che si trattava di una sorta inside joke tra i membri del gruppo di sviluppo, della cui origine perfino lui non era sicuro. Durante l'annuncio di Android 4.4, Google ha dichiarato che, dato che smartphone e tablet ci rendono la vita più dolce, ogni versione di Android è chiamata come un dessert e che, dato che è difficile star lontani dalla cioccolata, avevano deciso di chiamare tale versione come uno dei loro dolciumi al cioccolato preferito: KitKat.
Il 22 agosto 2019, Google ha annunciato che la versione in fase di rilascio, fino ad allora nota come Android "Q", sarebbe stata identificata con il nome di Android 10, terminando così la pratica di dare alle versioni di Android nomi di dolciumi, in quanto molti di essi erano sconosciuti e difficili da pronunciare nelle diverse lingue.. Nonostante ciò, i nomi in codice utilizzati durante lo sviluppo hanno continuato a seguire la pratica dei nomi di dolci: per Android 10 era Quince Tart; per Android 11 Red Velvet Cake; per Android 12 Snowcone, per Android 13 Tiramisù e, infine, per Android 14 Upside Down Cake.

## Distribuzione e versioni
██ Android 10 (8,2%)
██ Pie (31,3%)
██ Oreo (21,3%)
██ Nougat (12,9%)
██ Marshmallow (11,2%)
██ Lollipop (9,2%)
██ KitKat (4%)
██ JellyBean (1,7%)
██ Ice Cream Sandwich (0,2%)
| Nome in codice        | Versione    | Livello API | Versione del Kernel Linux  | Data di rilascio iniziale | Data dell'ultima patch di sicurezza | Ultima versione di Google Play Services (data di rilascio) | Note   |
| --------------------- | ----------- | ----------- | -------------------------- | ------------------------- | ----------------------------------- | ---------------------------------------------------------- | ------ |
| Angel cake            | 1.0         | 1           | 2.1                        | 23 settembre 2008         | —                                   | —                                                          | [ 8 ]  |
| Petit Four/Battenberg | 1.1         | 2           | 2.6                        | 9 febbraio 2009           | —                                   | —                                                          | [ 8 ]  |
| Cupcake               | 1.5         | 3           | 2.6.27                     | 27 aprile 2009            | —                                   | —                                                          |        |
| Donut                 | 1.6         | 4           | 2.6.29                     | 15 settembre 2009         | —                                   | —                                                          | [ 9 ]  |
| Eclair                | 2.0 – 2.1   | 5 – 7       | 2.6.29                     | 26 ottobre 2009           | —                                   | —                                                          | [ 10 ] |
| Froyo                 | 2.2 – 2.2.3 | 8           | 2.6.32                     | 20 maggio 2010            | —                                   | 3.2.25 (ottobre 2014)                                      | [ 11 ] |
| Gingerbread           | 2.3 – 2.3.7 | 9 – 10      | 2.6.35                     | 6 dicembre 2010           | —                                   | 10.0.84 (novembre 2016)                                    | [ 12 ] |
| Honeycomb             | 3.0 – 3.2.6 | 11 – 13     | 2.6.36                     | 22 febbraio 2011          | —                                   | 10.0.84 (novembre 2016)                                    | [ 13 ] |
| Ice Cream Sandwich    | 4.0 – 4.0.4 | 14 – 15     | 3.0.1                      | 18 ottobre 2011           | —                                   | 14.8.49 (febbraio 2019)                                    | [ 14 ] |
| Jelly Bean            | 4.1 – 4.3.1 | 16 – 18     | 3.0.31 a 3.4.39            | 9 luglio 2012             | —                                   | 21.33.56 (settembre 2021)                                  | [ 15 ] |
| KitKat                | 4.4 – 4.4.4 | 19 – 20     | 3.10                       | 31 ottobre 2013           | ottobre 2017                        | 23.30.13 (agosto 2023)                                     | [ 16 ] |
| Lollipop              | 5.0 – 5.1.1 | 21 – 22     | 3.16                       | 12 novembre 2014          | novembre 2017 - marzo 2018          | 24.28.35 (agosto 2024)                                     | [ 17 ] |
| Marshmallow           | 6.0 – 6.0.1 | 23          | 3.18                       | 5 ottobre 2015            | agosto 2018                         | 25.22.34 (giugno 2025)                                     | [ 18 ] |
| Nougat                | 7.0 – 7.1.2 | 24 – 25     | 4.4                        | 22 agosto 2016            | agosto 2019 - ottobre 2019          | 25.22.34 (giugno 2025)                                     | [ 19 ] |
| Oreo                  | 8.0 – 8.1   | 26 – 27     | 4.10                       | 21 agosto 2017            | gennaio 2021 - ottobre 2021         | 25.22.34 (giugno 2025)                                     | [ 20 ] |
| Pie                   | 9           | 28          | 4.4.107, 4.9.84, e 4.14.42 | 6 agosto 2018             | gennaio 2022                        | 25.22.34 (giugno 2025)                                     | [ 21 ] |
| Quince Tart           | 10          | 29          | 4.9, 4.14, 4.19            | 3 settembre 2019          | febbraio 2023                       | 25.22.34 (giugno 2025)                                     | [ 23 ] |
| Red Velvet Cake       | 11          | 30          | 4.14, 4.19, 5.4            | 8 settembre 2020          | febbraio 2024                       | 25.22.34 (giugno 2025)                                     | [ 24 ] |
| Snow Cone             | 12          | 31          | 4.19, 5.4, 5.10            | 4 ottobre 2021            | marzo 2025                          | 25.22.34 (giugno 2025)                                     | [ 26 ] |
| Tiramisù              | 13          | 33          | 5.4, 5.10, 5.15            | 16 agosto 2022            | marzo 2025                          | 25.22.34 (giugno 2025)                                     | [ 27 ] |
| Upside Down Cake      | 14          | 34          | 5.10, 5,15, 6.1            | 8 febbraio 2023           | giugno 2025                         | 25.22.34 (giugno 2025)                                     |        |
| Vanilla Ice Cream     | 15          | 35          |                            | 3 settembre 2024          | giugno 2025                         | 25.22.34 (giugno 2025)                                     |        |
| Baklava               | 16          | 36          |                            | 10 giugno 2025            | giugno 2025                         | 25.22.34 (giugno 2025)                                     |        |

## Versioni sperimentali
Lo sviluppo di Android iniziò nel 2003 da Android, Inc., società che fu poi acquistata da Google nel 2005.

### Alpha
Prima della versione beta furono rilasciate almeno due versioni interne del software all'interno di Google e OHA.
Per evitare confusione, i nomi in codice "Astro Boy" e "Bender" erano noti solo per essere utilizzati internamente su alcune build precedenti alla 1.0, e quindi non erano mai stati usati come nomi in codice effettivi delle versioni 1.0 e 1.1 del sistema operativo, come molte volte viene creduto. Dan Morrill ha creato alcuni dei primi loghi delle mascotte, ma l'attuale logo Android è stato progettato da Irina Blok. Il project manager, Ryan Gibson, ha concepito lo schema di denominazione a tema di dolciumi che è stato utilizzato per la maggior parte delle versioni pubbliche, a partire da Android 1.5 Cupcake.

### Beta
La versione beta è stata rilasciata il 5 novembre 2007, mentre il kit di sviluppo software (SDK) è stato rilasciato il 12 novembre 2007. La data del 5 novembre è comunemente celebrata come il "compleanno" di Android. Le versioni beta pubbliche dell'SDK sono state rilasciate nel seguente ordine:
- 12 novembre 2007: m3-rc20a (milestone 3, codice di rilascio 20a)[34]
- 16 novembre 2007: m3-rc22a (milestone 3, codice di rilascio 22a)[35]
- 14 dicembre 2007: m3-rc37a (milestone 3, codice di rilascio 37a)[36]
- 13 febbraio 2008: m5-rc14 (milestone 5, codice di rilascio 14)[37]
- 3 marzo 2008: m5-rc15 (milestone 5, codice di rilascio 15)[33]
- 18 agosto 2008: 0.9 Beta[38][39]
- 23 settembre 2008: 1.0-r1[40][41]

## Cronologia

### 1.0
Il 23 settembre del 2008 viene distribuita la versione 1.0 di Android che comprendeva il market, il browser, la gestione delle cartelle (creazione, cancellazione e rinominazione di esse), accesso ai servizi di posta elettronica e il supporto di reti Wi-Fi, fotocamera e le prime app Google per smartphone Android, il multitasking è già disponibile, così come il funzionamento in background delle applicazioni.

### 1.1
L'SDK fu aggiornato alla versione 1.1 il 9 febbraio 2009; questa nuova versione sostituiva la versione 1.0_r2 e manteneva la retro compatibilità con i sorgenti creati tramite le vecchie release dell'SDK (1.0_r1 e 1.0_r2) ed aggiunge nuove caratteristiche alle API, oltre ad una maggiore fluidità e sicurezza.

### Cupcake
La versione dell'SDK uscita il 13 aprile 2009 è la 1.5, divenuta famosa soprattutto con il suo secondo nome Cupcake. C'è retrocompatibilità con le vecchie versioni e implementa le nuove API 3, rendendo il SO ancora più veloce e stabile.
Vengono introdotti i widget, la predizione del testo e il supporto per le tastiere personalizzate.

### Donut
Fu poi aggiornato e il 16 settembre 2009 venne distribuita la 1.6 chiamata anche Donut. C'è retrocompatibilità con le vecchie versioni e implementa nuove funzioni e tecnologie come il supporto alle reti CDMA, diverse risoluzioni di schermo e una ricerca globale interna nel telefono e su internet contemporaneamente, oltre ai vari fix bug. I primi cellulari con Android 1.6 nativo sono sul mercato da ottobre 2009.

### Eclair
Il 27 ottobre 2009 Google pubblica la versione 2.0 del suo sistema operativo Open Source, nome in codice Eclair, che introduce la possibilità d'inviare dati tramite Bluetooth (in precedenza era possibile utilizzarlo solo per la comunicazione vocale), il dizionario intelligente, i live wallpaper. È seguita da una minor release dell'SDK, la versione 2.0.1, il 4 dicembre 2009.
Il 12 gennaio 2010 è stato distribuito l'Android SDK 2.1, chiamato sempre Éclair per le sue poche novità introdotte. Infatti furono solamente risolti dei critical bug riscontrati in vari dispositivi associati alla sicurezza dei dati.

### Froyo
Il 20 maggio 2010 al Google I/O è stato distribuito l'Android SDK 2.2, nome in codice Froyo. Sono stati resi disponibili importanti aggiornamenti, come il nuovo kernel Linux 2.6.32, nuovo compilatore JIT, V8 Engine per il JavaScript, tethering Wi-Fi nativo per utilizzare il terminale come hotspot wireless, nuove icone relative ad Home, Telefono e Browser, Adobe Flash Player 10.1 e Adobe AIR integrato. Inoltre è stata aggiunta la possibilità di installare le app sulla memoria SD. Aggiornamento automatico Over-the-Air delle applicazioni. Infine sono arrivate nuove API per gli sviluppatori, tra cui le OpenGL ES 2.0. Il tutto si è tradotto in 2-3X di velocità maggiore, performance e fluidità rispetto alla precedente versione 2.1 Eclair.
Il 9 luglio 2010 l'Android SDK 2.2 è stato revisionato e aggiornato con gli ultimi file .img del sistema Android 2.2.

### Gingerbread
Il 7 dicembre 2010 è stato distribuito l'Android SDK 2.3, col nome in codice Gingerbread. Permette di visualizzare il consumo batteria per ogni app e integra il supporto a NFC.

### Honeycomb
Il 27 gennaio 2011 viene pubblicata l'anteprima dell'Android SDK 3.0 la versione di Android per i soli tablet. La versione definitiva dell'SDK 3.0 è stata invece ufficializzata solo il 23 febbraio 2011. L'11 maggio 2011 è stata distribuita la versione SDK 3.1.

### Ice Cream Sandwich
Il 19 ottobre 2011 è stata presentata la versione 4.0 (Ice Cream Sandwich) contemporaneamente alla presentazione del nuovo Samsung Galaxy Nexus, questa versione è destinata a diversi dispositivi, quali smartphone e tablet, abbandonando la precedente situazione, dove smartphone e tablet utilizzavano sistemi operativi differenti. Il 19 ottobre è stato pubblicato l'SDK 4.0.
Il 22 marzo 2012 è stato distribuito l'Android SDK versione 17 che introduce il supporto nativo per i chip x86 e la possibilità di utilizzare un dispositivo Android in collegamento con il PC come dispositivo di input multitouch.
Tra le funzionalità introdotte vi è la possibilità di vedere le applicazioni aperte di recente e la possibilità di sincronizzare i segnalibri del browser.

### Jelly Bean
Il 29 ottobre 2012 doveva essere presentata la versione di Android Jelly Bean 4.2, ma, a causa dell'Uragano Sandy, la presentazione è stata annullata. I primi dispositivi basati su Android 4.2 sono stati distribuiti il 13 novembre 2012. La versione si presentava piena di miglioramenti e novità, come il Circle Photosphere di Google, le notifiche interattive e l'assistente vocale Google Now, tuttavia includeva numerosi bug.
Il 6 novembre 2012 Google mise a disposizione per i suoi dispositivi Nexus una patch che portò Android alla versione Jelly Bean 4.2.1.
Il 24 luglio 2013 Google pubblica, per i dispositivi Nexus, la versione Android 4.3 Jelly Bean che porta diverse migliorie, tra cui il supporto all'OpenGL ES 3.0 e il Bluetooth 4.0, il supporto multiutente, la scrittura a gesti e le impostazioni rapide.

### KitKat
Il 3 settembre 2013 Google annuncia la versione Android 4.4 KitKat, distribuita il 31 ottobre 2013 per i dispositivi Nexus ad esclusione del Galaxy Nexus.
Tra le novità introdotte vi è l'hotword "Ok Google" per poter richiamare l'assistente vocale e l'Open Storage Framework per migliorare la gestione file.

### Lollipop
Al Google I/O 2014 è stata presentata un'anteprima (preview) del successore di KitKat, Android L, con il quale si verifica una netta svolta per quel che riguarda tutta l'interfaccia del sistema attraverso il completo ridisegno delle icone in uno stile più semplice e piatto (Material Design), abbandonando quindi lo stile Holo che fino a quel momento aveva caratterizzato Android, e la revisione delle animazioni, che passano a 60 fps. Cambia il runtime system: ART va a sostituire Dalvik migliorando le performance; debutta Project Volta, con l'obiettivo di migliorare la gestione della batteria e Battery Historian, che analizza i processi che gravano sulla batteria; viene inserita la possibilità di sblocco tramite smartwatch, la possibilità di visualizzare le notifiche direttamente dalla schermata di blocco e di interagire direttamente con esse.
Android L Developer Preview è stato reso disponibile tramite factory image per Nexus 5 e Nexus 7 2013 (versione Wi-Fi).

Il 15 ottobre 2014 Google presenta la versione definitiva del successore di Kitkat, Android Lollipop 5.0, insieme ai nuovi modelli della serie Nexus: Motorola Nexus 6, HTC Nexus 9 e ASUS Nexus Player.
Il 4 febbraio 2015, a seguito del lancio in Indonesia di alcuni dispositivi Android One, viene introdotta sul mercato una nuova versione di Lollipop, Android 5.1. L'aggiornamento viene annunciato da Google il 9 marzo 2015 per i suoi dispositivi Nexus. Android 5.1 introduce la compatibilità nativa ai dispositivi Dual SIM, la possibilità di eseguire telefonate ad alta definizione e una migliore gestione delle reti Wi-Fi.

### Marshmallow
Il 28 maggio 2015 al Google I/O, viene presentato Android M. Nella stessa sera (con fuso orario italiano) sono state pubblicate le prime anteprime. Si può visionare il changelog dal seguente link Archiviato il 14 gennaio 2019 in Internet Archive.. Il 17 agosto 2015 nel giardino del Googleplex, viene presentata la statua di M, cioè Android Marshmallow.
Marshmallow rappresenta un'ottimizzazione e miglioria di Lollipop; introduce Doze, che mira a migliorare ulteriormente la gestione energetica introdotta con Project Volta.

### Nougat
Il 22 agosto 2016 viene presentato Android Nougat.
In questa versione vengono migliorate l'implementazione della realtà virtuale, rendendo l'utilizzo di tale tecnologia più pragmatica, viene integrata la compatibilità attiva a schermi sensibili alla pressione, aumentate le azioni disponibili per le notifiche, inserito il tasto hamburger (tre linee orizzontali impilate) alle impostazioni, che permette, dopo aver modificato un sottomenù, di ritornare al menù principale con meno tocchi rispetto al tasto indietro, il Multi-Window, che permette di utilizzare due o quattro applicazioni alla volta a seconda del dispositivo, smartphone o tablet, miglioramento della funzione Doze (gestione energia del telefono e del risparmio energetico), risparmio dati per le applicazioni in background, limitandone l'accesso ad internet, Android for Work che permette di gestire il telefono durante l'orario lavorativo in modo da inibirne alcune funzioni o forzarle a seconda delle esigenze.

### Oreo®
Si tratta della prima versione che tenta di svincolare il nucleo del sistema operativo dall'hardware e rendere il sistema più modulare, grazie a Project Treble. Inizialmente disponibile solo per nuovi dispositivi con Android Oreo e per il Google Pixel, mira a garantire aggiornamenti in tempi più rapidi senza passare dal produttore del chipset del dispositivo, in quanto non è più necessario reimplementare il codice dell'hardware, il quale ora viene richiamato tramite binding e non integrato direttamente nel server del componente hardware.
Altri aggiornamenti che vanno a implementare funzionalità sono il Picture-in-Picture (PiP, ovvero immagine nell'immagine), diversa gestione dei font, canali di notifica, permettendo una migliore e dettagliata gestione delle stesse, Autofill, che permette alle app che lo supportano l'immissione automatica di campi di testo quali le password, codec LDAC per migliorare l'audio in Bluetooth, Wi-Fi Aware, conosciuto anche come Neighbor Awareness Networking (NAN) e vari miglioramenti di minore rilevanza.
Oreo introduce anche una modalità specifica di Android chiamata Android GO, dedicata ai dispositivi di fascia bassa, che riduce le richieste hardware di Android, disabilitando o limitando alcune funzioni, in modo da garantire un funzionamento più fluido.
A fine ottobre 2017 viene annunciata l'anteprima di una nuova versione di Oreo, la 8.1, uscita in versione stabile il 5 dicembre 2017. Tra le modifiche visibili all'utente, vi è il livello batteria nelle impostazioni rapide dei dispositivi Bluetooth connessi, azioni programmabili per gli URL malevoli in WebView, pulsanti di navigazione più piccoli che si affievoliscono quando non utilizzati, menu spegnimento e riavvio ridisegnato come popup fluttuante, messaggi "toast" bianchi e adattati alla trasparenza esistente, tema chiaro/scuro automatico non più per i soli Pixel 2 e un nuovo easter egg con il biscotto Oreo.

### Pie
Android 9 Pie è stato pubblicato il 6 agosto 2018 per i Pixel di Google.
Durante lo sviluppo era noto come Android P Developer Preview ed era disponibile, per la prima volta, anche per alcuni dispositivi di altri produttori come Essential, Nokia, Oppo, Sony, Vivo, Xiaomi.
Sono presenti molteplici modifiche al design, come un nuovo indicatore fluttuante del volume, un centro notifiche ridisegnato e nuove icone nel menu impostazioni.
È anche stato aggiunto il supporto nativo alle API Multi-Camera e al notch, la tacca presente sul lato superiore dello schermo di alcuni smartphone che contiene vari sensori.

### Android 10
Durante il Q4 del 2018 è stata annunciata una nuova versione di Android, identificata come "Q".
Il 22 agosto 2019, Google ha annunciato che Android "Q" sarebbe stata rilasciata con il nome di Android 10: è, dunque, la prima versione del sistema operativo a non utilizzare più nomi di dolci per l'identificazione a livello commerciale. Tale scelta è stata motivata dal fatto che molti di questi dolciumi erano sconosciuti e difficili da pronunciare in alcune lingue.
Il 3 settembre dello stesso anno è stata rilasciata la versione stabile.

### Android 11
L'8 settembre 2020 è stata rilasciata al pubblico la versione stabile.
Android 11 ha introdotto un migliore supporto per la tecnologia di rete 5G e per gli smartphone pieghevoli. Inoltre è stato migliorato il tema scuro (Dark Mode o Modalità Notte a seconda dei dispositivi) e la gestione dei permessi d'accesso delle app.

### Android 12
Il 4 ottobre 2021 è stata rilasciata al pubblico la versione stabile.
Tra le novità più evidenti vi è un'interfaccia utente rinnovata basata sul linguaggio di design Material You, evoluzione del Material Design, che introduce anche un miglior supporto per le gesture nella modalità d'uso a pieno schermo. Inoltre, è stato introdotto il supporto per il formato di file immagine AVIF e la condivisione tramite Wi-Fi è stata semplificata.

### Android 13
Il 16 agosto 2022 è stata rilasciata al pubblico la versione stabile.

### Android 14
Il 4 ottobre 2023 è stata rilasciata al pubblico la versione stabile.

### Android 15
Il 15 ottobre 2024 è stata rilasciata al pubblico la versione stabile.

## Panoramica delle versioni pubblicate

### Smartphone e tablet
| Versione | Nome in codice                                        | Data di pubblicazione | Caratteristiche | Note | Immagine |
| -------- | ----------------------------------------------------- | --------------------- | --- | --- | -------- |
| pre-1.0  | Alpha e Beta (Astro Boy e Bender)                     | 2003-2007             | - API Level 1 - Release sperimentali precedenti alla 1.0, contrassegnate come "milestone" e indicate con un numero di serie | La versione, in quanto sperimentale, non è mai stata pubblicata. Inizialmente le due versioni erano chiamate rispettivamente "Astro Boy" e "Bender" |          |
| 1.0      | Apple Pie o Angel Cake                                | 23 settembre 2008     | - API Level 1 | Il primo dispositivo a montare questo sistema operativo è stato l'HTC Dream (noto come T-Mobile G1 negli Stati Uniti) |          |
| 1.1      | Banana bread o Battemberg (ufficiosamente Petit Four) | 9 febbraio 2009       | - API Level 2 - Update per risolvere vari bug | Gli HTC Dream TIM sono gli unici dispositivi ad essere ancora fermi a questa versione |          |
| 1.5      | Cupcake                                               | 30 aprile 2009        | - API Level 3 - Linux kernel 2.6.27 - Maggior integrazione con i servizi Google - Supporto per i widget | |          |
| 1.6      | Donut                                                 | 15 settembre 2009     | - API Level 4 - Linux kernel 2.6.29 - Aggiunta di ricerca vocale e testuale per i contenuti presenti in locale e sul Web - Introdotta la sintesi vocale e le gesture | |          |
| 2.0      | Eclair                                                | 26 ottobre 2009       | - API Level 5 - Linux kernel 2.6.29 - Aggiunte numerose funzionalità per la fotocamera - Migliorata la sincronizzazione dell'account Google e aggiunto il supporto agli account Exchange - Aggiunto il supporto al multi-touch e ai live wallpaper - UI e prestazioni migliorate | |          |
| 2.0.1    | Eclair                                                | 3 dicembre 2009       | - API Level 6 - Risolti alcuni bug minori | |          |
| 2.1      | Eclair                                                | 12 gennaio 2010       | - API Level 7 | Release minore |          |
| 2.2      | Froyo                                                 | 20 maggio 2010        | - API Level 8 - Linux kernel 2.6.32 - Drastico miglioramento prestazionale, dovuto ad una migliore gestione delle risorse hardware (compilazione JIT) - Tethering USB e Wi-Fi - Integrazione del motore JavaScript V8 di Google Chrome nel browser di sistema - Supporto alla tecnologia Adobe Flash - Migliorie apportate a gran parte delle altre applicazioni di sistema | |          |
| 2.2.1    | Froyo                                                 | 18 gennaio 2011       | - API Level 8 - Incremento prestazionale e miglioramento della sicurezza | |          |
| 2.2.2    | Froyo                                                 | 22 gennaio 2011       | - API Level 8 - Risolto un bug relativo all'invio degli SMS riscontrato su Nexus One | |          |
| 2.2.3    | Froyo                                                 | 21 novembre 2011      | - API Level 8 | Patch di sicurezza |          |
| 2.3      | Gingerbread                                           | 6 dicembre 2010       | - API Level 9 - Linux kernel 2.6.35 - UI aggiornata per essere più facile da usare - Aggiunto il supporto agli schermi XL (risoluzione WXGA e superiori) - Supporto nativo al SIP VoIP e alla tecnologia NFC - Tastiera riprogettata (precisione predittiva aumentata e copia/incolla migliorato) - Aggiunta l'app Download Manager, per la gestione unificata di tutti i download effettuati dalle app di sistema e non - Supporto nativo a sensori come giroscopio e barometro - Migliorata la gestione energetica | |          |
| 2.3.1    | Gingerbread                                           | dicembre 2010         | - API Level 9 - Risolti alcuni bug riscontrati nel Nexus S | |          |
| 2.3.2    | Gingerbread                                           | gennaio 2011          | - API Level 9 - Risolti alcuni bug riscontrati nel Nexus S | |          |
| 2.3.3    | Gingerbread                                           | 9 febbraio 2011       | - API Level 10 - Numerosi miglioramenti e correzioni nelle API | |          |
| 2.3.4    | Gingerbread                                           | 28 aprile 2011        | - API Level 10 - Supporto per la chat video e vocale tramite Google Talk | |          |
| 2.3.5    | Gingerbread                                           | 25 luglio 2011        | - API Level 10 - Migliorate le applicazioni Fotocamera e Gmail - Efficienza energetica migliorata - Fix di alcuni bug riscontrati su Nexus S 4G e Galaxy S | |          |
| 2.3.6    | Gingerbread                                           | 2 settembre 2011      | - API Level 10 - Risolto un bug relativo alla ricerca vocale | |          |
| 2.3.7    | Gingerbread                                           | 21 settembre 2011     | - API Level 10 - Supporto a Google Wallet (solo per Nexus S 4G) | |          |
| 3.0      | Honeycomb                                             | 22 febbraio 2011      | - API Level 11 - Linux kernel 2.6.36 - Versione ottimizzata per tablet - Introdotta nuova UI, denominata "Holo" - Aggiunta la barra di sistema (pulsanti software Home, Indietro, Task manager) - Aggiunta la Action Bar (fornisce accesso ad opzioni che variano in base al contesto) - Browser multi-tab - Accelerazione hardware e supporto per processori multi-core - Possibilità di criptare tutti i dati personali | |          |
| 3.1      | Honeycomb                                             | 10 maggio 2011        | - API Level 12 - Miglioramenti alla UI - Widget ridimensionabili - Supporto per le periferiche USB (flash drive, gamepad) | |          |
| 3.2      | Honeycomb                                             | 15 luglio 2011        | - API Level 13 - Ampliato il supporto hardware - SDK aggiornato per permettere agli sviluppatori di personalizzare più a fondo la UI | |          |
| 3.2.1    | Honeycomb                                             | 20 settembre 2011     | - API Level 13 - Aggiornamento di Google Ricerca libri e Android Market - Correzione di bug | |          |
| 3.2.2    | Honeycomb                                             | 30 agosto 2011        | - API Level 13 - Risolti alcuni bug riscontrati nel Motorola Xoom 4G | |          |
| 3.2.3    | Honeycomb                                             |                       | - API Level 13 - Risolti alcuni bug riscontrati nel Motorola Xoom e nel Motorola Xoom 4G | |          |
| 3.2.4    | Honeycomb                                             | dicembre 2011         | - API Level 13 - Supporto per i Tablet 3G e 4G dell'opzione "Pay as You Go" | |          |
| 3.2.5    | Honeycomb                                             | gennaio 2012          | - API Level 13 - Risolti alcuni bug riscontrati nel Motorola Xoom e nel Motorola Xoom 4G | |          |
| 3.2.6    | Honeycomb                                             | febbraio 2012         | - API Level 13 - Risolti alcuni bug riscontrati nella disattivazione della connettività dati in modalità aereo per il Motorola Xoom 4G americano | |          |
| 4.0      | Ice Cream Sandwich                                    | 19 ottobre 2011       | - API Level 14 - Linux kernel 3.0.1 - UI completamente riprogettata: prestazioni migliorate, pulsanti virtuali al posto di quelli hardware (per i dispositivi che ne sono privi), cartelle più facili da creare, launcher personalizzabile, nuovo carattere di sistema (Roboto) - Aggiornate tutte le app di sistema per sfruttare le nuove API - Introdotta la possibilità di backup completo tramite ADB senza sblocco del Bootloader o necessità di permessi di root - Possibilità di scattare screenshots integrata nell'OS - Dettatura in tempo reale - Face Unlock, per sbloccare il dispositivo tramite il software di riconoscimento facciale - Possibilità di accedere alle applicazioni direttamente dalla schermata di sblocco - Fotocamera migliorata con: ritardo di scatto nullo (zero shutter lag), modalità panorama e zoom durante la ripresa di video - App "Contatti" con integrazione con le reti sociali - Android Beam (scambio di dati tramite NFC) - Wi-Fi Direct | |          |
| 4.0.1    | Ice Cream Sandwich                                    | 21 ottobre 2011       | - API Level 14 - Risolti alcuni bug minori riscontrati nel Galaxy Nexus | |          |
| 4.0.2    | Ice Cream Sandwich                                    | 28 novembre 2011      | - API Level 14 - Risolti alcuni bug minori riscontrati nel Galaxy Nexus brandizzato Verizon Communications | |          |
| 4.0.3    | Ice Cream Sandwich                                    | 16 dicembre 2011      | - API Level 15 - Accessibilità migliorata | |          |
| 4.0.4    | Ice Cream Sandwich                                    | 29 marzo 2012         | - API Level 15 - Migliorate funzione multitasking, rotazione dello schermo e applicazione Camera | |          |
| 4.1      | Jelly Bean                                            | 9 luglio 2012         | - API Level 16 - Linux kernel 3.0.31 - Riconoscimento del tocco migliorato - Ottimizzato l'utilizzo della CPU - Digitazione testo migliorato - Voice typing offline - Migliorata la gestione dei widget (possibilità di eliminarli con le gesture, ridimensionamento automatico) - Miglioramenti notevoli nella fluidità grazie a "Project Butter" - Importanti ottimizzazioni dell'applicazione fotocamera - Nuove funzionalità per la condivisione di foto e video tramite NFC - Android Beam migliorato - Gesture avanzate per le notifiche - Nuovo servizio Google Now - Sintesi vocale migliorata - Google Play Store aggiornato - Riconoscimento vocale avanzato (GSV) - Abbandono ufficiale al supporto della tecnologia Adobe Flash | |          |
| 4.1.1    | Jelly Bean                                            | 23 luglio 2012        | - API Level 16 - Risolto un bug sul Nexus 7 (2012) riguardante l'impossibilità di cambiare l'orientamento dello schermo in qualsiasi applicazione | |          |
| 4.1.2    | Jelly Bean                                            | 9 ottobre 2012        | - API Level 16 - Correzioni di bug e miglioramenti delle prestazioni - Introduzione delle gesture con un dito per espandere/chiudere le notifiche - Nuovo pulsante "Seleziona tutto" sulla tastiera Swype - Supporto per il Nexus 7 (2012) della rotazione della Lock/home screen | |          |
| 4.2      | Jelly Bean                                            | 13 novembre 2012      | - API Level 17 - Linux kernel 3.4.0 - Implementazione nativa della funzione swipe nella tastiera - Utilizzo delle impostazioni della fotocamera con una sola gesture - Introduzione dei toggle per le impostazioni rapide - Migliorato il servizio Google Now - Aggiornato il supporto ad Android Beam - Introdotta la modalità fotografica a 360° (PhotoSphere) - Supporto per i widget nella lockscreen - Aggiunto il pinch-to-zoom per l'app Gmail - Supporto multi-utente per tablet | |          |
| 4.2.1    | Jelly Bean                                            | 27 novembre 2012      | - API Level 17 - Risolti alcuni bug causati dall'aggiornamento alla versione 4.2 | |          |
| 4.2.2    | Jelly Bean                                            | 11 febbraio 2013      | - API Level 17 - Migliorate le prestazioni e la stabilità - Risolti i problemi al Bluetooth A2DP per la trasmissione wireless di audio stereo - Modificate le icone del Bluetooth e del Wi-Fi nell'area notifiche che diventano anche toggle (tramite pressione prolungata si attivano/disattivano) - Aggiunto il tempo stimato del download delle applicazioni nella barra delle notifiche | |          |
| 4.3      | Jelly Bean                                            | 24 luglio 2013        | - API Level 18 - Introdotte le OpenGL ES 3.0 - Nuova fotocamera - Introdotta la funzione Wi-Fi always-on - Dialer con la ricerca dei contatti - Accesso alle notifiche da parte delle applicazioni - Possibilità di introdurre contenuti DRM - Connessione Bluetooth con i dispositivi a basso consumo di energia - Introdotte le impostazioni per il multiutente (Restricted Profile) che permettono di scegliere quali contenuti e quali applicazioni gli utenti possono visualizzare | |          |
| 4.3.1    | Jelly Bean                                            | 4 ottobre 2013        | - API Level 18 - Risolti alcuni bug riscontrati nel Nexus 7 (2013) LTE | |          |
| 4.4      | KitKat                                                | 31 ottobre 2013       | - API Level 19 - Rinnovata l'interfaccia grafica (Navbar e Status bar trasparenti per sfruttare meglio tutto lo spazio dello schermo) - Introdotto il full screen completo - Hangouts è diventato il client ufficiale per SMS e MMS - Introdotte nuove funzioni di chiamata - Aggiunta la possibilità di catturare video in MP4 di ciò che avviene sullo schermo - Aggiunto il supporto nativo alla stampa di foto, documenti e pagine web verso Google Cloud Print, HP ePrint, e altre stampanti compatibili - Aggiunta una nuova voce dedicata alla Home nelle impostazioni per lo switch tra launcher - Aggiunte le emoji alla tastiera di Google - Rinnovata l'app Download, con opzioni per l'ordinamento e la visualizzazione - Supporto per 3 nuovi tipi di sensore (vettore di rotazione geomagnetica, rilevatore e contatore di passi)e aggiunta la funzione contapassi - Diminuito il consumo di batteria durante la riproduzione audio - Introduzione di ART (Android RunTime), un nuovo compilatore, all'epoca in via sperimentale, attivabile dalle Opzioni Sviluppatore (anche se non su tutti i dispositivi) - Ottimizzato il funzionamento del sistema sui dispositivi con poca RAM (anche con soli 512 MB) | Questa versione di Android era precedentemente conosciuta col nome non ufficiale di Key Lime Pie e col numero di versione 5.0. Il nome originario venne cambiato prima della pubblicazione in seguito ad un accordo tra Google e la Nestlé (l'azienda che produce i Kit Kat), mentre il numero di versione era dovuto solo a dei rumor sbagliati. |          |
| 4.4.1    | KitKat                                                | 5 dicembre 2013       | - API Level 19 - Risolti alcuni bug che impedivano la configurazione di account Exchange - Introdotte le barre trasparenti nel blocco schermo - Sostituita l'app Galleria con Foto - Aggiornato il software della fotocamera - Per i Nexus 5, migliorata la velocità di alcune caratteristiche della fotocamera come la messa a fuoco (specialmente in condizioni di scarsa luminosità), il bilanciamento del bianco, la chiusura dell'otturatore e introdotta la possibilità di effettuare pinch to zoom sullo smartphone in modalità HDR+ | |          |
| 4.4.2    | KitKat                                                | 9 dicembre 2013       | - API Level 19 - Correzioni di bug e miglioramenti delle prestazioni vari (compresa la fotocamera), più alcuni fix per la sicurezza - Correzioni sugli indicatori delle voice mail | |          |
| 4.4.3    | KitKat                                                | 3 giugno 2014         | - API Level 19 - Correzioni di bug e miglioramenti delle prestazioni varie - Rinnovo dell'interfaccia dei Contatti e del Dialer per effettuare le chiamate | |          |
| 4.4.4    | KitKat                                                | 19 giugno 2014        | - API Level 19 - Aggiornamento minore per la risoluzione di alcuni bug di sicurezza riguardanti OpenSSL | |          |
| 5.0      | Lollipop                                              | 3 novembre 2014       | - API Level 21 - UI completamente rinnovata, denominata Material Design, grazie al quale ogni elemento della UI ha un valore di "elevazione" che dice al sistema qual è la sua posizione rispetto a tutti gli altri elementi - 5000 nuove API - Nuovo multitasking - Animazioni a 60 FPS - Importanti miglioramenti della gestione audio - Integrazione di Samsung Knox per la sezione business - Introduzione di Google Fit per il rilevamento delle attività fisiche - Nuovo kernel 3.10.x - Introduzione di una nuova versione del font Roboto - Eliminazione della runtime Dalvik in favore di ART (Android Runtime) - Supporto nativo ai 64 bit - Bluetooth 4.1 - USB Audio - Burst Mode - Miglioramenti generali sull'autonomia grazie a Project Volta e Battery Saver - Double Tap to Wake, se supportato dall'hardware (es. Nexus 6); inoltre, sempre se supportato, il dispositivo dovrebbe risvegliarsi quando lo si prende in mano - Netto miglioramento delle prestazioni grafiche, grazie al supporto all'OpenGL ES 3.1 e all'accoppiamento con Android Extension Pack - Miglioramento della fotocamera grazie ad API dedicate - Notifiche Heads Up in applicazioni a schermo intero - Personal Unlocking - Aggiunto il multi-utente su smartphone e la modalità ospite - Nuova schermata di blocco con notifiche (disattivabili) disposte in base alla loro priorità - Importante miglioramento della sicurezza grazie alla versione 6.0 dei Google Play Services | Questa versione di Android è stata distribuita come anteprima per gli sviluppatori col nome di Android L il 26 giugno 2014 e senza numero di versione. Il nome e il numero definitivo della versione è stato ufficializzato il 15 ottobre 2014 |          |
| 5.0.1    | Lollipop                                              | 3 dicembre 2014       | - API Level 21 - Aggiornamento minore per la risoluzione di alcuni bug tra cui il reset di fabbrica involontario dopo aver sbagliato per alcune volte consecutive l'inserimento della password nella schermata di blocco e il miglioramento della riproduzione dei video su Nexus 7 (2013) | |          |
| 5.0.2    | Lollipop                                              | 19 dicembre 2014      | - API Level 21 - Risolti alcuni bug minori (aggiornamento per Nexus 7 (2012)) | |          |
| 5.1      | Lollipop                                              | 9 marzo 2015          | - API Level 22 - Aggiunto il supporto nativo a più SIM - Aggiunto il Device Protection (il dispositivo perso/rubato rimane bloccato e inutilizzabile fino a quando non si inserisce la password dell'account Google) - Aggiunto il supporto alla tecnologia VoLTE (Voice over LTE) - Aggiunto il supporto per l'audio ad alta definizione durante le telefonate (solo su reti compatibili) - Miglioramenti nella gestione dei quick settings per le reti Wi-Fi e Bluetooth - Correzioni di bug e miglioramenti delle prestazioni varie che affliggevano le precedenti versioni di Lollipop, tra cui la chiusura improvvisa di alcune app, l'eccessivo uso di rete Wi-Fi e diversi problemi legati a esso, le notifiche, l'Ok Google, l'autonomia e la gestione della RAM - Cambiamenti nella palette di colori del Material Design - È ritornata la modalità silenziosa | |          |
| 5.1.1    | Lollipop                                              | 21 aprile 2015        | - API Level 22 - Miglioramenti vari e bug fix sulla sicurezza - Risolti i problemi del timeout della fotocamera su Nexus 5 e Nexus 6 - Ancora non risolto il problema della gestione della memoria (memory leak) | |          |
| 6.0      | Marshmallow                                           | 5 ottobre 2015        | - API Level 23 - Gestione personalizzata dei permessi per ogni singola applicazione - Collegamenti alle app più veloci - Nuovo sistema di risparmio energetico Doze - Nuova barra degli strumenti appunti - API per il supporto alle impronte digitali - Controlli del volume divisi in: volume suoneria, volume dei media e volume della sveglia - Google Now On Tap - Assenza del tema scuro nelle impostazioni, presente nelle Developer Preview in fase sperimentale - Drawer delle applicazioni verticale - Modifica dei Quick Settings a proprio piacimento - Supporto USB OTG e USB Type-C nativo - Possibilità di disinstallare le app tramite il launcher Google Now - Migliorato il backup e il ripristino delle app tramite account Google - Ora la Micro SD potrà essere utilizzata come memoria interna - Possibilità di abilitare il DND dai Quick Settings - Hotspot Wi-Fi con supporto alla banda 5 GHz - Data usage API - Bluetooth SAP - Hotspot 2.0 - Supportata la stampa duplex - Android Pay - Supporto Bluetooth 4.2 - Schede personalizzate in Chrome - Miglioramento predizione del testo - Supporto MIDI - Miglioramento della scansione Wi-Fi e Bluetooth - La barra delle notifiche si abbasserà a seconda di dove è posizionato il dito (solo sui tablet) - Protezione aziende per il ripristino dei dati di fabbrica - Maggiori informazioni riguardo all'uso della RAM nelle impostazioni - Possibilità di attivare il Multi-Window (multi finestra) nelle opzioni sviluppatore - Risolto il problema della gestione della memoria che affliggeva Android Lollipop (memory leak) | Questa versione di Android è stata distribuita con 3 anteprime per gli sviluppatori col nome di Android M nei mesi precedenti l'uscita definitiva |          |
| 6.0.1    | Marshmallow                                           | 7 dicembre 2015       | - API Level 23 - Introdotte nuove emoji (standard Unicode 8) e rinnovata la tastiera - Modifica dell'interfaccia tablet (i tasti virtuali sono disposti in maniera differente, a destra il tasto App recenti e a sinistra i tasti Indietro e Home) - Modifiche alla sveglia (ritorna l'opzione Fino alla prossima sveglia) - Miglioramenti della stabilità, bug fix e patch della sicurezza di dicembre 2015 | |          |
| 7.0      | Nougat                                                | 22 agosto 2016        | - API Level 24 - Nuove API grafiche Vulkan - Nuova grafica nella barra di notifiche con i quick toggle subito visibili - Nuovo menu di multitasking che elimina da sé le app inutilizzate - Supporto nativo al dual-window su smartphone e al multi-window su tablet - Supporto per più locali in contemporanea - Funzione Seamless update che permette al dispositivo di installare automaticamente gli aggiornamenti di sistema - Introdotto il nuovo standard Unicode 9 per le emoji | Questa versione di Android è stata distribuita con 5 preview per gli sviluppatori col nome di Android N nei mesi precedenti l'uscita definitiva. Il nome e il numero definitivo della versione è stato ufficializzato il 30 giugno 2016 |          |
| 7.1.1    | Nougat                                                | 20 ottobre 2016       | - API Level 25 - Correzione di bug e patch della sicurezza di dicembre 2016 - Diverse migliorie e bug fix per Google Pixel e Google Pixel XL: fix per la segreteria telefonica, per evitare che lo schermo diventi blu in chiamata, per i caratteri delle email troppo piccoli e per il dialer | |          |
| 7.1.2    | Nougat                                                | 3 aprile 2017         | - API Level 25 - Swipe sul sensore di impronte per aprire le notifiche su Huawei Nexus 6P e LG Nexus 5X - Nuovo menù per le statistiche della batteria - Possibilità di scegliere se impostare sfondi animati per la schermata di blocco o per la home - Ottimizzazione e risoluzione di bug | |          |
| 8.0      | Oreo                                                  | 21 agosto 2017        | - API Level 26 - Project Treble - Autofill - Picture-in-Picture - Android Go - Impostazioni totalmente ridisegnate e riorganizzate | |          |
| 8.1      | Oreo                                                  | 5 dicembre 2017       | - API Level 27 - API per reti neurali - Memoria condivisa - Cambio del colore del tema dell'app drawer e dei Notification Toggles, a seconda dello sfondo impostato - Ottimizzazioni per Android Go - Migliorie per la compilazione automatica dei moduli - Attivazione del processore Visual Core sui Pixel 2 per l'elaborazione delle immagini | |          |
| 9        | Pie                                                   | 6 agosto 2018         | - API Level 28 - Nuova UI per le impostazioni e per il menu delle impostazioni rapide - Orologio spostato sul lato sinistro della status bar - Dock bar con sfondo semi-trasparente - Barre arancioni del risparmio energetico rimosse sulla barra di stato e dalla barra di navigazione - Aggiunto il pulsante per scattare uno screenshot nel power menu - Nuova funzionalità chiamata "Lockdown" che disabilita solo per una volta l'autenticazione biometrica - Angoli arrotondati nella UI - Nuove animazioni durante il cambio tra un'app e l'altra o per le attività interne ad un'app - Notifiche di messaggi più ricche, con possibilità di portare avanti un'intera conversazione, di visualizzare immagini in scala e di usare smart replies grazie alla nuova app Google Reply - Supporto ufficiale al notch - Volume slider ridisegnato - Percentuale di batteria disponibile ora anche nell'Ambient Display - Funzioni sperimentali (celate in un nuovo menu segreto chiamato Feature Flags), come una versione ridisegnata della voce Informazioni sul dispositivo nelle impostazioni, l'attivazione automatica del Bluetooth durante la guida, ecc. | |          |
| 10.0     | Android 10                                            | 3 settembre 2019      | - API Level 29 - Personalizzazioni dell'interfaccia utente nuove e migliorate con temi, icone e caratteri variabili (in Android Stock) - Consente agli utenti di controllare quando le app hanno il permesso di vedere la loro posizione: mai, solo quando l'app è in uso (in esecuzione) o sempre (quando è in background). - Nuove autorizzazioni per accedere a foto di sfondo, video e file audio - Registratore schermo integrato - Le app in background non possono più saltare in primo piano. - Miglioramento della privacy: accesso limitato a identificatori di dispositivi non resettabili - Condivisione di scorciatoie, che consentono di condividere direttamente contenuti con un contatto - Pannello delle impostazioni mobili, che consente di modificare le impostazioni di sistema direttamente dalle app - Formato di profondità dinamica per le foto, che consente di cambiare la sfocatura dello sfondo dopo aver scattato una foto - Supporto per il codec video AV1, il formato video HDR10+ e il codec audio Opus - Un'API MIDI nativa, che consente l'interazione con i controller di musica - Migliore supporto per l'autenticazione biometrica nelle app | |          |
| 11.0     | Android 11                                            | 8 settembre 2020      | - API Level 30 - Migliorate performance generali - Migliorata durata della batteria - Sicurezza e privacy migliorate - Nuovo Assistente Google - Controllo della musica dalla barra delle notifiche - Possibilità di scegliere il codec dell'audio per le cuffie Bluetooth - Nuova gesture per tornare indietro - Nuova cronologia delle notifiche - Possibilità di modificare le impostazioni delle gestures - Possibilità di scegliere quattro app per la condivisione rapida - Il Bluetooth rimane connesso mentre attiviamo la modalità aereo - Nuova modifica degli screenshot - Nuove 'Motion Gestures' solamente per Pixel 4 - Supporto nativo per la registrazione dello schermo | |          |
| 12.0     | Android 12 (Snow Cone)                                | 4 ottobre 2021        | - API Level 31/32 - Condivisione via Wi-Fi più semplice. - Supporto per i file AVIF. - Nuova UI Material You, evoluzione del linguaggio di design Material Design. - Navigazione a gesture più naturale e intuitiva anche in modalità immersiva e a schermo intero. - Prestazioni migliorate e risoluzione di bug vari. | |          |
| 13.0     | Android 13 (Tiramisu)                                 | 16 agosto 2022        | - API Level 33 - Maggior controllo della privacy - Un'interfaccia ottimizzata per schermi estesi e diversi form factor - Google Wallet, un sistema unificato di pagamento e gestione dei documenti digitalizzati - Integrazione sempre maggiore con Chromecast e con i Chromebook - Emergency Location Services (ELS) potenziati ed Early Earthquake Warnings nelle zone a rischio sismico - Spatial Audio con le cuffie supportate - Lingua assegnabile per ogni singola app - Maggior controllo sulle notifiche | |          |
| 14.0     | Android 14 (Upsidedown cake)                          | 4 ottobre 2023        | - API Level 34 - miglior implementazione di UI Material You - I caratteri possono essere ingranditi fino al 200% invece che fino a 130% - Possibilità di configurare il telefono come una webcam quando connesso ad un PC - Supporto alle foto Ultra HDR - Efficientamento dei processi del sistema Android per migliorare la durata della batteria - Visualizzazione della carica batteria dall'ultima ricarica completa viene, in android 12 si poteva vedere solo le ultime 24 ore - Non sono più installabili applicazioni installabili su versioni precedenti di android 6 - L'utente può selezionare a quali immagini un'applicazione può accedere - Incorporando Health Connect come una delle nuove funzionalità di Android 14 | |          |
| 15.0     | Android 15 (Vanilla ice cream)                        | 3 settembre 2024      | - API Level 35 - Controllo integrità dei file - Condivisione parziale dello schermo - Controlli della telecamera in-app - Prestazioni dinamiche | |          |

### Smartwatch

#### Android Wear
| Versione | Versione base di Android | Data di pubblicazione | Caratteristiche | Note                                                                                                 |
| -------- | ------------------------ | --------------------- | --- | --- |
| 4.4W1    | 4.4 Kit Kat              | giugno 2014           | - Release iniziale | Annunciata al Google I/O 2014                                                                        |
| 4.4W2    | 4.4 Kit Kat              | ottobre 2014          | - Riproduzione offline della musica tramite il Bluetooth - Supporto al GPS (per gli smartwatch con GPS incorporato) - Nuova interfaccia utente per il controllo della musica | |
| 1.0      | 5.0.1 Lollipop           | dicembre 2014         | - API ufficiale per le watchface - Sunlight mode (potenziamento della luminosità) - Theater mode - Le impostazioni appaiono dall'alto - Statistiche della batteria aggiunte nell'app Android Wear - Azioni svolte recentemente aggiunte al di sopra del drawer - Possibilità di annullare lo swipe effettuato su una notifica per farla scomparire | A partire da questa versione, lo schema numerico diventa indipendente dalla versione base di Android |
| 1.1      | 5.1.1 Lollipop           | maggio 2015           | - Supporto al Wi-Fi (per gli smartwatch con modulo Wi-Fi incorporato) - Possibilità di disegnare gli Emoji (in risposta ai messaggi ricevuti) - Notifiche heads up - Lock screen con sblocco tramite sequenza - Possibilità di cambiare le dimensioni del carattere - Aggiunto uno swipe sulla sinistra della watchface per accedere al drawer delle applicazioni - Possibilità per le app di mantenere lo schermo sempre attivo - Ulteriori gesture attivabili con i movimenti del polso                                              | |
| 1.3      | 5.1.1 Lollipop           | agosto 2015           | - Watchface interattive - Google Translate per Android Wear | |
| 1.4      | 6.0.1 Marshmallow        | febbraio 2016         | - Ulteriori gesture attivabili con i movimenti del polso - Supporto per l'altoparlante (per gli smartwatch con l'altoparlante incorporato) - Invio di messaggi vocali direttamente dall'orologio | |
| 1.5      | 6.0.1 Marshmallow        | giugno 2016           | - Ripristinata l'opzione di riavvio dello smartwatch - Aggiunte le informazioni sulla patch di sicurezza mensile di Android nella sezione Informazioni | |
| 2.0      | 7.1.1 Nougat             | febbraio 2017         | - UI rinnovata con il Material Design, colori più scuri e un'interfaccia più circolare per gli orologi con quadrante rotondo - Applicazioni stand-alone con l'aggiunta del Google Play Store sullo smartwatch - Scorciatoie, simili ai widget per gli smartphone, con informazioni utili sulle watchface chiamate "Complicazioni" - Tastiera incorporata - Riconoscimento della scrittura a mano - Notifiche impilabili - Notifiche più intelligenti - Supporto alle reti cellulari (per gli smartwatch con antenna radio incorporata) | Annunciato al Google I/O 2016                                                                        |
| 2.6      | 7.1.1 Nougat             | novembre 2017         | - La dimensione del testo delle notifiche si adatta alla lunghezza del messaggio - Nuovo indicatore dello stato e progresso dei download - Nuova complicazione per lanciare un'app usata in precedenza | |
| 2.6      | 7.1.1 Nougat             | dicembre 2017         | - Touch lock - Vibrazione delle notifiche configurabile - Aggiunte altre lingue | |
| 2.7      | 7.1.1 Nougat             | dicembre 2017         | - Migliorata la resa dei caratteri - Le complicazioni sono ora compatibili con Google Talkback - Swipe verso il basso nelle impostazioni rapide per vedere le connessioni (Wi-Fi, Bluetooth o rete dati) - Notifiche dello stato e progresso dei download - Possibilità di aggiungere una scorciatoia all'ultima app utilizzata - Miglior prevenzione per gli swipe laterali accidentali e per le gesture attivabili tramite pressione prolungata                                                                                      | |
| 2.8      | 8.0.0 Oreo               | gennaio 2018          | - Migliorata la visibilità delle notifiche, tramite un nuovo layout che mostra molte più informazioni riguardanti il mittente del messaggio già ad una prima occhiata - Sfondo più scuro per una miglior leggibilità ed un minor impatto sulla batteria | |
| 2.9      | 8.0.0 Oreo               | febbraio 2018         | - Nuova complicazione di anteprima delle notifiche che permette all'utente di vedere appunto un'anteprima dei messaggi - Migliorata la visibilità delle schede delle notifiche con titoli più lunghi | |

#### Wear OS
| Versione | Versione base di Android | Data di pubblicazione | Caratteristiche | Note                                                            |
| -------- | ------------------------ | --------------------- | --- | --------------------------------------------------------------- |
| 1.0      | 8.0.0 Oreo               | marzo 2018            | - Cambio di nome da Android Wear a Wear OS | Dopo il cambio di nome, il numero della versione riparte da 1.0 |
| 1.4      | 8.0.0 Oreo               | luglio 2018           | - Avvio di Google Pay più veloce - Design migliorato per la visualizzazione di eventi e appuntamenti - Bugfix per la sincronizzazione dei fusi orari |                                                                 |
| 2.0      | 8.0.0 Oreo               | settembre 2018        | - Aggiunto swipe per un accesso più veloce ad Assistente Google e Google Fit - Feed dell'Assistente Google con info dinamiche personalizzate - Nuovo design per i comandi rapidi e le notifiche - Nuovi controlli multimediali con supporto per i tasti fisici - Font più grassetto nella schermata delle app |                                                                 |
| 2.2      | 9.0.0 Pie                | novembre 2018         | - Aggiunte sugli smartwatch le nuove funzioni di Android Pie - Introdotta una funzione nella modalità Risparmio energetico per cui viene mostrato solo l'orario appena la batteria scende sotto il 10% di carica - Gli orologi entrano in standby totale dopo 30 minuti d'inattività - Tenendo premuto il tasto d'accensione/spegnimento, compaiono le opzioni per lo spegnimento o il riavvio del dispositivo |                                                                 |
| 2.6      | 9.0.0 Pie                | maggio 2019           | - Scorrendo verso sinistra, si può accedere a diverse informazioni come i promemoria del calendario, il meteo, il battito cardiaco, le notizie e il timer. |                                                                 |
| 2.7      | 9.0.0 Pie                | giugno 2019           | - Bugfix |                                                                 |
| 2.9      | 9.0.0 Pie                | luglio 2019           | |                                                                 |
| 2.17     | 9.0.0 Pie                | aprile 2020           | - In seguito alle misure per il contenimento del coronavirus, è stato introdotto un promemoria che ricorda ogni tre ore all'utente di lavarsi le mani, tramite il quale è possibile attivare un timer della durata di 40 secondi - Nuova interfaccia utente e nuove Tiles per Google Fit |                                                                 |
| 2.19     | 9.0.0 Pie                | settembre 2020        | - Miglioramenti alla CPU: la velocità di avvio e caricamento delle app è aumentata del 20% - Miglioramenti all'interfaccia utente - Aumento delle prestazioni per i dispositivi con processori Qualcomm Snapdragon Wear serie 4100 e 4100+ - Migliorato il supporto alla tecnologia LTE - Semplificato il processo d'accoppiamento con altri dispositivi tramite Bluetooth - Migliorata la durata della batteria - Possibilità di aggiungere un numero maggiore di Tiles rispetto alle versioni precedenti - Nuovo design per la Tile del meteo |                                                                 |
| 3.0      | 11                       | 11 agosto 2021        | - Aggiunte sugli smartwatch le nuove funzioni di Android 11 |                                                                 |